# Renée Ashley
Pour les articles homonymes, voir Ashley.
Renée Ashley, née le 10 août 1949 à Palo Alto, est une poétesse, romancière et professeure américaine.

## Biographie
Actuellement[Quand ?], Ashley travaille dans une faculté de Université Fairleigh-Dickinson et est rédactrice pour The Literary Review (en). Elle est l'auteure de cinq recueils de poésie, deux Chapbook et d'un roman. Son travail lui a valu plusieurs distinctions, dont le Brittingham Prize in Poetry (en), le Prix Pushcart, ainsi que des bourses académiques accordées par le  Conseil d'état du New Jersey pour les Arts (en) et de la National Endowment of the Arts. Plusieurs de ses poèmes ont été publiés des revues littéraires et magazines renommés, comme Poetry, American Voice, Bellevue Literary Review, Harvard Review, Kenyon Review ou encore The Literary Review.
Ashley est née à Palo Alto, Californie et a grandi près de Redwood City. Son père avait un travail précaire dans une usine de roulements à billes et sa mère était opératrice téléphonique et secrétaire ; elle était enfant unique. Lors des interviews, elle décrit ses parents comme étant une contre-influence sur ses activités littéraires, avec comme argument qu'elle a grandi dans une maison sans livre, et que sa mère pensait que « lire signifiait ne rien faire ».
Ashley a étudié à l'Université d'État de San Francisco et a obtenu une Licence d'Art avec trois disciplines majeures (en français, anglais et Littérature Comparée) en 1979. Par la suite, elle obtint un Master d'Art spécialité Littérature Comparée à l'Université d'état de San Francisco en 1981. Ashley commença la poésie plus tardivement et par pur hasard. Alors qu'elle assistait à un séminaire sur l'écriture de fiction à Foothill College (en) à Los Altos Hills, elle a trouvé l'inspiration nécessaire pour commencer la poésie après avoir « erré dans le lointain » et rencontré John Logan (en) (1923-1987) lors d'une lecture de poésie.
Ashley réside actuellement[Quand ?] à Ringwood, New Jersey et fait partie de la faculté de Fairleigh Dickinson University. Elle enseigne aux étudiants préparant un Master d'Arts Appliqués (MFA) spécialité Création Littéraire (2001–présent) et, depuis 2010, à ceux qui préparent un Master d'Arts Appliqués spécialité Création Littéraire et Littérature pour les Enseignants,. Depuis 1994, elle a été membre du corps professoral de la Winter Poetry & Prose Getaway, un grand colloque d'écrivains organisée dernièrement à l'Université de Stockton (anciennement le Richard Stockton College) et des Murphy Writing Seminars.
Dans le passé, elle a enseigné l'écriture créative à Ramapo College (1989-1993) à Mahwah et au Rockland Center for the Arts (1985-1995) à West Nyack, New York. Durant cinq ans (1997-2002), elle a été coordinatrice assistante de poésie pour la fondation Geraldine R. Dodge (en), une association philanthrope à but non lucratif qui lève des fonds pour des projets environnementaux, sociaux, pour les professeurs et les artistes, et organise une biennale de quatre jours du festival de la poésie (en) dans le New Jersey, le plus grand événement de poésie en Amérique du Nord. De 2007 à 2014, elle était rédactrice pour la rubrique poésie de la revue littéraire trimestrielle de la Fairleigh Dickinson University, The Literary Review.

## Critiques
Publishers Weekly a qualifié le septième recueil de poésie d'Ashley, Because I Am the Shore I Want to Be the Sea (2013), une série de poèmes en prose sur « le sexe, la séduction, la peur, la fatigue, la loyauté, les animaux de compagnie, et le regret » de « plein de tension, approchant une vive cécité » et de « dévoué au sentiment individuel, lyrique, riche en textures, en émotions pures, et authentique ».

## Poetry in Penn Station
Un extrait de six lignes d'un poème d'Ashley, First Book of the Moon, faisant partie de The Revisionist's Dream (2001) a été choisi dans le cadre d'une installation permanente de l'artiste Larry Kirkland à New York, à la Pennsylvania Station.

...We dream our lives

But the rivers breathe flint and spark

And each night we believe in everything—

The shifting edge of light

And dark, the possibility of what we think we are

And what we think we see.
^ Ashley, Renée. III. Variant Moon: Eclipse (Moon as Abstraction) extrait de First Book of the Moon dans The Revisionists Dream (Pearl River, New York: Avocet Press, 2001), 28. Note: Le rendu à la Pennsylvania Station est disposé de façon légèrement différente de l'original.

Taillée dans le marbre, cette installation illustre des extraits d'œuvres de plusieurs poètes du New Jersey (y compris Walt Whitman, William Carlos Williams, et Amiri Baraka). Ce projet était inscrit dans le cadre de la rénovation et de la reconstruction de la partie New Jersey Transit de la gare, achevée en 2002.

## Œuvres

### Poésie
Ashley a publié cinq recueils de poésie et deux livres de chapbook :
- 1992: Salt (University of Wisconsin Press)  (ISBN 978-0299131449)
- 1998: The Various Reason of Light (Avocet Press)  (ISBN 978-0966107210)
- 2001: The Revisionist's Dream (Avocet Press)  (ISBN 978-0970504920)
- 2006: The Museum of Lost Wings (chapbook) (Hill-Stead Museum Press)
- 2009: Basic Heart (Texas Review Press)  (ISBN 978-0966107210)
- 2010: The Verbs of Desiring (chapbook) (New American Press)  (ISBN 978-0981780252)
- 2013: Because I Am the Shore I Want to Be the Sea (Subito Press)  (ISBN 978-0983115083)
- 2016: The View from the Body (Black Lawrence Press)[11]

### Fiction
- 2003: Someplace Like This (Permanent Press)  (ISBN 978-1-57962-090-5)

## Honneurs et récompenses
Grâce à ses réalisations poétiques et écrites, Renée Ashley a gagné plusieurs prix et bourses:
| - 2009 : New American Press Chapbook Competition, Gagnante - 2008 : X. J. Kennedy Award in Poetry, Texas Review Press, Gagnante - 2008 : Artiste associée, Atlantic Center for the Arts - 2007 : Compétitrice, American Literary Review (en) Compétition de poésie - 2006 : Black Warrior Review Poetry Contest, Premier Prix - 2006 : Hill-Stead Museum Sunken Garden Poetry competition, Gagnante - 1999 : Pushcart Prize (Volume XXIV) - 1998 : Charles Angoff Award, The Literary Review - 1997 : American Literary Review (en) Compétition de poésie - 1996 : Chelsea Award for Poetry - 1992 : Fourth Annual Kenyon Review Award for Literary Excellence - 1992‑1993 : Mention spéciale, Pushcart Prize XVII - 1991 : Brittingham Prize in Poetry (en), University of Wisconsin Press - 1990 : Judith's Room Emerging Talent Competition - 1990 : Kenyon Review Award for Literary Excellence for Emerging Writers - 1989 : Robert H. Winner Award (Co‑winner), Poetry Society of America - 1989 : Open Voice Award: Poetry, Writers Voice, West Side Y, NY, NY - 1988 : Eve of St. Agnes Award, Negative Capability, Mobile, AL - 1988 : Ruth Lake Memorial Award, Runner‑up, Poetry Society of America, NY - 1987 : Ruth Lake Memorial Award, Poetry Society of America, New York, NY - 1986 : Washington Prize in Poetry, Word Works Inc., Washington, DC - 1985 : Cecil Hackney Literary Award, Birmingham‑Southern College - 1980 : Milton Award, San Mateo County Arts Council, CA - 1978 : Wings Award | - 2006 : Bourse complète, Vermont Studio Center - 2005 : Poète Résident de Distinction, Wichita State University, Kansas - 2003-2004 : Bourse de poésie, New Jersey State Council on the Arts - 1997 : National Endowment for the Arts Bourse de poésie - 1994-1995 : Bourse de poésie, New Jersey State Council on the Arts - 1994 : Bourse de poésie, MacDowell Colony, Peterborough, NH - 1993 : Bourse de poésie, MacDowell Colony, Peterborough, NH - 1993 : Bourse de poésie, d'écriture et d'enseignement - 1990 : Bourse de poésie, Yaddo, Saratoga Springs, NY; - 1990 : Bourse de poésie: Geraldine R. Dodge Foundation (en) - 1989 : Bourse de poésie, New Jersey State Council on the Arts - 1989 : Bourse de poésie, Woodrow Wilson National Fellowship Foundation/Department of Higher Education - 1989 : Bourse de poésie: College Foundation, Ramapo College (en) of New Jersey, Summer Institute Series for New Jersey Faculty - 1986‑87 : Ecrivain Résident, Rockland Center for the Arts, West Nyack, NY - 1986 : Bourse, New York State Council on the Arts, Residency - 1986 : Bourse, Poets & Writers, Inc., New York, NY, Teaching - 1985 : Bourse de Prose, New Jersey State Council on the Arts |